# Rhizothrix pubescens
Rhizothrix pubescens is een eenoogkreeftjessoort uit de familie van de Rhizothricidae. De wetenschappelijke naam van de soort is voor het eerst geldig gepubliceerd in 1959 door Por.